# Тань Ятин
Тань Яти́н (кит. трад. 譚雅婷, упр. 谭雅婷, пиньинь Tán Yǎtíng; 7 ноября 1993) — тайваньская спортсменка, стрелок из лука, бронзовый призёр летних Олимпийских игр 2016 года в командном первенстве, призёр чемпионата мира 2013 года, четырёхкратный призёр летних Универсиад, многократная победительница этапов Кубка мира, серебряная медалистка первых юношеских Олимпийских игр.

## Карьера
Заниматься стрельбой из лука Тань Ятин начала в 2005 году. На международных турнирах тайваньская лучница дебютировала в 2008 году. В октябре того же года в составе сборной Тань Ятин стала бронзовым призёром чемпионата мира в возрастной категории до 18 лет, а в личном первенстве стала 5-й, уступив в четвертьфинале россиянке Татьяне Сегиной. С 2010 года Тань стала выступать на этапах Кубка мира. В августе 2010 года Тань Ятин приняла участие в первых юношеских Олимпийских игр, проходивших в Сингапуре. Тайваньская спортсменка уверено дошла до финала, при этом обыграв в полуфинале Татьяну Сегину. В решающем поединке Тань уступила южнокорейской спортсменке Квак Е Джи. Летом 2011 года тайваньская сборная с Тань Ятин в составе стала серебряным призёром молодёжного чемпионата мира. Также на счету Тань бронза в миксте.
В августе 2012 года Тань Ятин вошла в состав тайваньской сборной для участия в летних Олимпийских играх в Лондоне. По итогам квалификационного раунда Тань заняла третье место, набрав такое же количество очков, как и две лидирующие кореянки, но уступив им по дополнительным показателям. В третьем раунде соревнований Тань Ятин неожиданно уступила итальянке Пии Льонетти 2:6. В командном турнире тайваньские спортсменки выбыли в четвертьфинале, уступив в перестрелке сборной России. На дебютном для себя чемпионате мира Тань стала обладательницей бронзовой медали. В миксте тайваньская спортсменка, выступавшая в паре с Го Чжэнвэй в поединке за третье место обыграли мексиканцев 145:144. В личном зачёте Тань Ятин дошла до четвертьфинала, где уступила китаянке Сюй Цзин. В июле 2015 года Тань стала победительницей Универсиады в составе женской сборной, а также серебряным призёром в миксте.
Летом 2016 года Тань Ятин приняла участие в летних Олимпийских играх в Рио-де-Жанейро. Свою первую олимпийскую награду Тань выиграла в командном турнире. По итогам квалификационного раунда тайваньские лучницы заняли 4-е место, уступив китаянкам одно очко, а сборной России 6. В раунде плей-офф тайваньские лучницы с трудом победили сборную Мексики 5:4, а затем в полуфинале ничего не смогли противопоставить южнокорейским спортсменкам 1:5. В поединке за третье место Тань Ятин, Линь Шицзя и Лэй Цяньин уверенно победили итальянок 5:3 и стали обладательницами бронзовых наград. В квалификации личного турнира Тань заняла четвёртое место, набрав 656 очков, при этом став лучшей некорейской лучницей. Уверенно пройдя первые три раунда плей-офф тайваньская лучница на стадии четвертьфинала встретилась с немкой Лизой Унрух. За предыдущие три матча Тань не проиграла ни одного сета, и лишь один сведя к ничьей. Матч с Унрух прошёл в упорной борьбе и после пяти партий счёт в матче был 5:5. По результатам перестрелки Тань Ятин уступила немецкой лучнице и выбыла из дальнейшей борьбы за медали. В сентябре 2016 года Тань стала бронзовым призёром финала Кубка мира.
В 2017 году Тань Ятин выступила на чемпионате мира в Мехико, где завоевала две бронзовые медали - в индидивидуальном и командном первенствах. Она также достигла сталии 1/8 финала в соревновании смешанных пар. В том же году она завоевала золотую и серебряную медали в миксте на этапах Кубка мира в Шанхае и Солт-Лейк-Сити, соответственно, а также на последнем стала второй в личном турнире. Эти результаты позволили ей пробиться в Финал в Риме, где она заняла четвёртое место.
В 2018 году Тань Ятин выступила на Азиатских играх в Джакарте, где стала серебряным призёром в женском командном турнире. Тайваньская лучница также достигла четвертьфинала в индивидуальном первенстве. Тань Ятин вновь пробилась в Финал Кубка мира после успешных выступлений на этапах в Берлине (золото в миксте) и Солт-Лейк-Сити (бронза в миксте и личном первенстве). На соревнованиях в Самсуне она стала седьмой.
На чемпионате мира 2019 года в Хертогенбосе Тань Ятин завоевала золото в составе женской сборной, а также добралась до 1/8 финала в личном первенстве. В финале Кубка мира в Москве 2019 заняла второе место. В четвертьфинале Тань победила японку Томоми Сугимото со счётом 7:3, в полуфинале оказалась сильнее китаянки Ань Цисюань, но в финале сильнее оказалась представительница Южной Кореи Кан Чхэ Ён.
На Олимпийских играх в Токио выступила неудачно. Тань Ятин стала 27-й в рейтинговом раунде. В первом раунде командного турнира лучницы Тайваня проиграли будущим призёрам из Германии, а в первом матче женского индивидуального первенства тайваньская лучница попала на Брайони Питман из Великобритании и проиграла со счётом 4:6.